# Vlachova Lhota
Vlachova Lhota là một làng thuộc huyện Zlín, vùng Zlínský, Cộng hòa Séc.